# الاعتراف الدولي بمجزرة خوجالي
مجزرة خوجالي هي قتل جماعي لما لا يقل عن 161 مدنياً أذربيجانياً على يد القوات الأرمينية والفوج 366 لرابطة الدول المستقلة في بلدة خوجالي في 25 فبراير 1992. وقد تم الاعتراف بها في خمسة عشر دولة وفي ثلاث وعشرين ولاية أمريكية.

## المنظمات الدولية
المنظمات الدولية التالية تعتبر أحداث خوجالي مجزرة:
- هيومن رايتس ووتش[4][5]
- منظمة التعاون الإسلامي[6]
- منظمة الدول التركية[7]

## البرلمانات والحكومات
في السنوات الأخيرة اعترفت برلمانات العديد من البلدان رسميًا بالحدث باعتباره مذبحة. وصرح حزب يوبيك المجري بأنه يعرب عن تضامنه مع الشعب الأذربيجاني وأصدر بيانات خلال ذكرى المجزرة.

### الدول

#### كونها مذبحة
- البوسنة والهرسك – أصدر مجلس الشعب قرارًا يدين مذبحة خوجالي باعتبارها جريمة ضد الإنسانية في عام 2014.[10]
- جمهورية التشيك – أدانت لجنة الشؤون الخارجية في البرلمان التشيكي مذبحة خوجالي باعتبارها جريمة ضد الإنسانية في عام 2013.[11][12]
- كولومبيا – اعترفت لجنة العلاقات الخارجية في مجلس النواب الكولومبي بمذبحة خوجالي في عام 2013.[13]
- المكسيك – أقرت لجنة العلاقات الخارجية في مجلس نواب المكسيك بمذبحة خوجالي عام 2011.[14]
- بنما – اعترفت الجمعية الوطنية بمذبحة خوجالي في عام 2013.[15]
- سلوفينيا – أصدر المجلس الوطني قرارًا يدين مذبحة خوجالي باعتبارها جريمة ضد الإنسانية في عام 2016.[16]
- السودان – أقرت لجنة الشؤون الخارجية بالمجلس الوطني السوداني بمذبحة خوجالي عام 2014.[17][18]

#### كونها إبادة جماعية
- أذربيجان – أقرت الجمعية الوطنية بمذبحة خوجالي على أنها إبادة جماعية.[19][20]
- غواتيمالا – اعترف كونغرس غواتيمالا بمذبحة خوجالي مشيرًا إليها على أنها إبادة جماعية في عام 2015.[21]
- هندوراس – اعترف الكونغرس الوطني في هندوراس بمذبحة خوجالي على أنها إبادة جماعية في عام 2014.[22]
- باكستان – أقرت لجنة العلاقات الخارجية بمجلس الشيوخ الباكستاني بمذبحة خوجالي مشيرة إلى أنها إبادة جماعية في عام 2012.[23][20][24]
- بيرو – أقر مجلس شيوخ بيرو قرارًا يعترف بمذبحة خوجالي كإبادة جماعية في عام 2013.[25]
- تركيا – أقرت لجنة العلاقات الخارجية في الجمعية الوطنية التركية بمذبحة خوجالي مشيرة إلى أنها إبادة جماعية في عام 2012.[26]
- إستونيا – أقرت مجموعة الصداقة البرلمانية بين إستونيا وأذربيجان بمذبحة خوجالي باعتبارها إبادة جماعية في عام 2021.[27][28][29]

### الولايات المتحدة

خريطة الولايات الأمريكية التي تحيي ذكرى ضحايا مجزرة خوجالي رسمياً

- أحيت ولاية ماساتشوستس الأمريكية ذكرى مذبحة خوجالي في عام 2010.[30]
- أحيت ولاية تكساس الأمريكية ذكرى مذبحة خوجالي في عام 2011.[31]
- أحيت ولاية نيو جيرسي الأمريكية ذكرى مذبحة خوجالي في عام 2012.[32]
- أحيت ولاية جورجيا الأمريكية ذكرى مذبحة خوجالي في 28 مارس 2012.[33]
- أحيت ولاية مين الأمريكية ذكرى مذبحة خوجالي في 23 مارس 2012.[34]
- أحيت ولاية نيو مكسيكو الأمريكية ذكرى مذبحة خوجالي في 28 يناير 2013.[35]
- أحيت ولاية أركنساس الأمريكية ذكرى مذبحة خوجالي في 8 فبراير 2013.[36]
- أحيت ولاية ميسيسيبي الأمريكية ذكرى مذبحة خوجالي في 25 فبراير 2013.[37]
- أحيت ولاية أوكلاهوما الأمريكية ذكرى مذبحة خوجالي في 4 مارس 2013.[38]
- أحيت ولاية تينيسي الأمريكية ذكرى مذبحة خوجالي في 18 مارس 2013.[39]
- أحيت ولاية بنسلفانيا الأمريكية ذكرى مذبحة خوجالي في 18 مارس 2013.[40]
- أحيت ولاية فرجينيا الغربية الأمريكية ذكرى مذبحة خوجالي في 3 أبريل 2013.[41]
- أحيت ولاية كونيتيكت الأمريكية ذكرى مذبحة خوجالي في 3 أبريل 2013.[42]
- أحيت ولاية فلوريدا الأمريكية ذكرى مذبحة خوجالي في 3 أبريل 2013.[43]
- أحيت ولاية إنديانا الأمريكية ذكرى مذبحة خوجالي في 3 مارس 2014.[44]
- أحيت ولاية يوتا الأمريكية ذكرى مذبحة خوجالي في 2 مارس 2015.[45][46]
- أحيت ولاية نبراسكا الأمريكية ذكرى مذبحة خوجالي في 11 فبراير 2016.[47]
- أحيت ولاية هاواي الأمريكية ذكرى مذبحة خوجالي في 15 فبراير 2016.[48][49]
- أحيت ولاية مونتانا الأمريكية ذكرى مذبحة خوجالي في 18 فبراير 2016.[50]
- أحيت ولاية أريزونا الأمريكية ذكرى مذبحة خوجالي في 24 فبراير 2016.[51][52][53]
- أحيت ولاية كنتاكي الأمريكية ذكرى مذبحة خوجالي في 25 فبراير 2016.[54]
- أحيت ولاية أيداهو الأمريكية ذكرى مذبحة خوجالي في 26 فبراير 2016.[55]
- أحيت ولاية نيفادا الأمريكية ذكرى مذبحة خوجالي في 28 فبراير 2017.[56]
- أحيت ولاية أوهايو الأمريكية ذكرى مذبحة خوجالي في 26 فبراير 2020.[57]
- أحيت ولاية مينيسوتا الأمريكية ذكرى مذبحة خوجالي في 15 فبراير 2021.[58]
- أحيت ولاية إلينوي الأمريكية ذكرى مذبحة خوجالي في 18 فبراير 2021.[59]
- أحيت ولاية ألاباما الأمريكية ذكرى مذبحة خوجالي في 25 فبراير 2021.[60]
- أحيت ولاية فرجينيا الأمريكية ذكرى مذبحة خوجالي في 27 فبراير 2021.[61]